# Rathaus Salzmünde

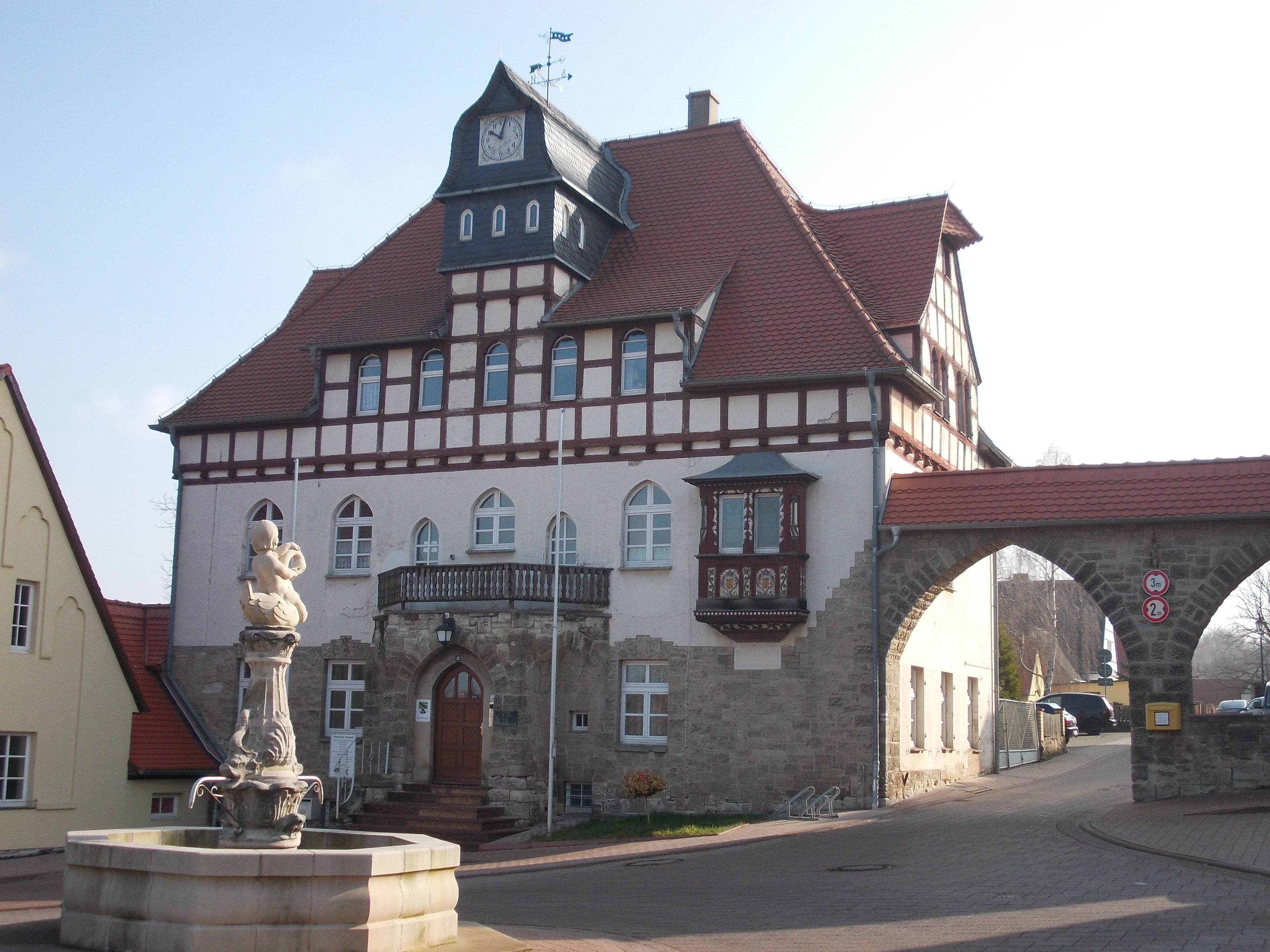
Rathaus in Salzmünde

Das Rathaus von Salzmünde ist ein Baudenkmal in der Gemeinde Salzatal im Saalekreis in Sachsen-Anhalt.

## Baubeschreibung und Geschichte
In der Siedlung Am Rathaus zwischen Salzmünde und Schiepzig, die als Ausdruck des neuen Selbstbewusstseins des Ortes entstand und heute Rathaussiedlung genannt wird, entstand 1921–1922 ein zentrales Gebäude im „altfränkischen“ Stil. Es ist ein typisches Werk des Eklektizismus, indem es gotische Fenster und Türen mit Rundbogenfenstern, Fachwerkerkern, einem Balkon-Vorbau aus Stein und Verschieferungen am Uhren-Giebel vereint. Architekt war Paul Grempler, von dem im nahen Halle (Saale) ein Teil der Bebauung des Rathenauplatzes sowie das Kino Urania 70 stammen.
Anfangs befanden sich im Gebäude auch Bad und Bibliothek für die Angestellten der Wentzel’schen Betriebe sowie Wohnungen für den Saatzuchtdirektor und den Sozialsekretär. Vor dem Haus entstand ein Brunnen. Das heutige Rathaus ist Monument einer nicht eingetroffenen Entwicklung: Es wurde in der Erwartung erbaut, dass Salzmünde zur Stadt erhoben werden würde, was dann aber nicht geschah. Es steht unter Denkmalschutz und ist im Denkmalverzeichnis mit der Nummer 094 55143 registriert. Heute ist das Gebäude Verwaltungssitz der Gemeinde Salzatal.